# Педерс, Гунтис
Гунтис Педерс (латыш. Guntis Peders; род. 15 августа 1973, Валмиера, Валмиерский район) — латвийский легкоатлет, специалист по барьерному бегу. Выступал за сборную Латвии по лёгкой атлетике в 1990-х годах, обладатель серебряной медали чемпионата Европы в помещении, многократный победитель и призёр первенств национального значения, участник летних Олимпийских игр в Атланте.

## Биография
Гунтис Педерс родился 15 августа 1973 года в городе Валмиера Латвийской ССР.
Окончил Рижскую среднюю школу № 64 (1991) и Латвийскую спортивно-педагогическую академию (1998). Занимался лёгкой атлетикой в валмиерском клубе «Даугава», проходил подготовку под руководством тренеров Тайра Иванника, Яниса Гайлишса, Иманта Куклича.
Впервые заявил о себе в лёгкой атлетике на международном уровне в сезоне 1993 года, когда вошёл в состав латвийской национальной сборной и выступил в беге на 60 метров с барьерами на чемпионате мира в помещении в Торонто. Будучи студентом, представлял Латвию на Универсиаде в Буффало — в беге на 110 метров с барьерами финишировал в финале седьмым.
В 1994 году стартовал в барьерном беге на чемпионате Европы в помещении в Париже и на чемпионате Европы в Хельсинки, в обоих случаях не прошёл дальше предварительного квалификационного этапа.
На чемпионате мира 1995 года в Гётеборге остановился на стадии четвертьфиналов.
В 1996 году на чемпионате Европы в помещении в Стокгольме с личным рекордом 7,65 завоевал серебряную медаль в зачёте бега на 60 метров с барьерами, уступив на финише только своему соотечественнику Игорю Казанову. Позже на соревнованиях в Таллине установил личный рекорд и в беге на 110 метров с барьерами — 13,47. Благодаря череде удачных выступлений удостоился права защищать честь страны на летних Олимпийских играх в Атланте, где выбыл из борьбы за медали в четвертьфинале.
После атлантской Олимпиады Педерс ещё в течение некоторого времени оставался действующим спортсменом и продолжал принимать участие в крупнейших международных стартах. Так, в 1997 году он отметился выступлением на чемпионате мира в Афинах, где в барьерном беге на 110 метров так же дошёл до четвертьфинала.
В 1998 году бежал 110 метров с барьерами на чемпионате Европы в Будапеште, дошёл до полуфинала.
Завершил спортивную карьеру по окончании сезона 1999 года.
С 2003 года комментировал соревнования по лёгкой атлетике на Латвийском телевидении.